# Скеджино
Скеджи́но (итал. Scheggino) — коммуна в Италии, располагается в регионе Умбрия, в провинции Перуджа.
Население составляет 460 человек (2008 г.), плотность населения составляет 13 чел./км². Занимает площадь 35 км². Почтовый индекс — 6040. Телефонный код — 0743.
Покровителем коммуны почитается святитель Николай Мирликийский, чудотворец, празднование 6 декабря.

## Демография
Динамика населения:

## Администрация коммуны
- Официальный сайт: